# Кожиці
Кожиці (пол. Korzyce) — село в Польщі, у гміні Шидловець Шидловецького повіту Мазовецького воєводства.
Населення — 100 осіб (2011).
У 1975—1998 роках село належало до Радомського воєводства.

## Демографія
Демографічна структура станом на 31 березня 2011 року:
|          | Загалом | Допрацездатний вік | Працездатний вік | Постпрацездатний вік |
| -------- | ------- | ------------------ | ---------------- | -------------------- |
| Чоловіки | 51      | 6                  | 37               | 8                    |
| Жінки    | 49      | 8                  | 24               | 17                   |
| Разом    | 100     | 14                 | 61               | 25                   |